# Saison 1981-1982 de l'USM Alger
Chronologie
Saison précédente Saison suivante
La saison 1981-1982 de l'USK Alger est la onzième saison du club en Nationale I.
Fraîchement promue en D1 après une année passée au purgatoire, l'USKA démarre cette saison sur de nouvelles bases, toute auréolée de l'obtention de la première Coupe d'Algérie de l'histoire du club après sept échecs en finale.
Mais malgré l'optimisme généré par ce titre, le parcours s'avère difficile. Le club parvient néanmoins à se maintenir en Nationale I, atteint les quarts de finale de la Coupe et participe pour la première fois à une compétition africaine : la Coupe des coupes.;1982

## Compétitions
| Championnat d'Algérie   | Coupe d'Algérie                                | Supercoupe                     | Coupe des vainqueurs                         |
| ----------------------- | ---------------------------------------------- | ------------------------------ | -------------------------------------------- |
| Onzième place 58 points | Quart de finale face au MP Alger 4-4 (3-0 tab) | Finaliste face au RS Kouba 3-1 | 1/8 de finale face Bendel Insurance 3-1, 2-0 |
| 8 V 12 N 10 D           | 1 V 1 N 1 D                                    | 0 V 0 N 1 D                    | 2 V 0 N 2 D                                  |
| TOTAL : 11 V 13 N 14 D  |                                                |                                |                                              |

### Championnat d'Algérie
| Date                                | J  | Adversaire     | Lieu | Résultat | Buteurs                                           |
| 4 septembre 1981                    | 1  | GCR Mascara    | Dom. | 2 - 2    | Guedioura 1re 25e / Khellili 58e, Baghdous 70e    |
| 7 septembre 1981                    | 2  | MP Alger       | Dom. | 0 - 0    | stade du 20 août 1956 à 20h45                     |
| 11 septembre 1981                   | 3  | MP Oran        | Ext. | 1 - 0    | -                                                 |
| 14 septembre 1981                   | 4  | ASC Oran       | dom. | 1 - 0    | -                                                 |
| 31 octobre 1981 (Matches en retard) | 5  | JE Tizi Ouzou  | Ext. | 1 - 0    | -                                                 |
| 29 septembre 1981                   | 6  | WKF Collo      | Dom. | 0 - 1    | -                                                 |
| 5 octobre 1981                      | 7  | DNC Alger      | Ext. | 2 - 2    | -                                                 |
| 16 octobre 1981                     | 8  | USM El Harrach | Dom. | 1 - 0    | -                                                 |
| 23 octobre 1981                     | 9  | CM Belcourt    | ext. | 1 - 0    | -                                                 |
| 6 novembre 1981                     | 10 | MA Hussein Dey | Dom. | 1 - 1    | -                                                 |
| 13 novembre 1981                    | 11 | ISM Ain Beida  | ext. | 1 - 0    | -                                                 |
| 20 novembre 1981                    | 12 | RS Kouba       | Dom. | 1 - 1    | -                                                 |
| 27 novembre 1981                    | 13 | ESM Bel-Abbès  | ext. | 0 - 1    | -                                                 |
| 4 décembre 1981                     | 14 | DNC Chlef      | Dom. | 2 - 1    | -                                                 |
| 11 décembre 1981                    | 15 | EP Sétif       | Ext. | 4 - 1    |                                                   |
| 25 décembre 1981                    | 16 | GCR Mascara    | Ext. | 1 - 2    | -                                                 |
| 1er janvier 1982                    | 17 | MP Alger       | Ext. | 2 - 1    | Boutamine 70e / Bousri 52e, Khellaf 87e           |
| 8 janvier 1982                      | 18 | MP Oran        | Dom. | 0 - 0    | -                                                 |
| 22 janvier 1982                     | 19 | ASC Oran       | ext. | 0 - 0    |                                                   |
| 5 février 1982                      | 20 | JE Tizi Ouzou  | Dom. | 1 - 2    | Guedioura 46e / Abdeslem , Baris                  |
| 12 février 1982                     | 21 | WKF Collo      | Ext. | 1 - 1    | -                                                 |
| 19 février 1982                     | 22 | DNC Alger      | Dom. | 3 - 1    | Bedjaoui 15e 41e, Guedioura 87e / Benbouteldja 3e |
| 5 mars 1982                         | 23 | USM El Harrach | Ext. | 3 - 0    |                                                   |
| 12 mars 1982                        | 24 | CM Belcourt    | dom. | 1 - 0    | -                                                 |
| 19 mars 1982                        | 25 | MA Hussein Dey | ext. | 0 - 1    | -                                                 |
| 2 avril 1982                        | 26 | ISM Ain Beida  | dom. | 0 - 3    |                                                   |
| 31 mars 1982 Matches en retard      | 27 | RS Kouba       | ext. | 1 - 1    | -                                                 |
| 16 avril 1982                       | 28 | ESM Bel-Abbès  | dom. | 0 - 3    | -                                                 |
| 23 avril 1982                       | 29 | Chlef SO       | Ext. | 1 - 1    | -                                                 |
| ...mai 1982 Matches en retard       | 30 | EP Sétif       | Dom. | 1 - 1    | -                                                 |

## Classement final
Le classement est établi sur le barème de points suivant : une victoire vaut 3 points, un match nul 2 points et une défaite 1 point.
| Rang | Équipe          | Pts | J  | G  | N  | P  | Bp | Bc | Diff |
| ---- | --------------- | --- | -- | -- | -- | -- | -- | -- | ---- |
| 1    | JE Tizi-Ouzou   | 70  | 30 | 14 | 12 | 4  | 40 | 22 | +18  |
| 2    | MA Hussein Dey  | 69  | 30 | 15 | 9  | 6  | 41 | 21 | +20  |
| 3    | EP Sétif        | 64  | 30 | 13 | 8  | 9  | 39 | 32 | +7   |
| 4    | USM El Harrach  | 62  | 30 | 12 | 8  | 10 | 39 | 20 | +19  |
| 5    | MP Oran         | 62  | 30 | 11 | 10 | 9  | 39 | 26 | +13  |
| 6    | WKF Collo       | 61  | 30 | 10 | 11 | 9  | 25 | 21 | +4   |
| 7    | CM Belcourt     | 60  | 30 | 12 | 6  | 12 | 35 | 33 | +2   |
| 8    | ISM Aïn Béïda P | 59  | 30 | 11 | 7  | 12 | 30 | 39 | -9   |
| 9    | MP Alger        | 58  | 30 | 9  | 10 | 11 | 37 | 36 | +1   |
| 10   | ASC Oran        | 58  | 30 | 7  | 14 | 9  | 28 | 27 | +1   |
| 11   | USK Alger P     | 58  | 30 | 8  | 12 | 10 | 25 | 32 | -7   |
| 12   | RS Kouba T      | 57  | 30 | 8  | 11 | 11 | 35 | 35 | 0    |
| 13   | GCR Mascara     | 57  | 30 | 10 | 7  | 13 | 40 | 44 | -4   |
| 14   | ESM Bel-Abbès   | 57  | 30 | 7  | 13 | 10 | 28 | 34 | -6   |
| 15   | DNC Alger C     | 57  | 30 | 6  | 15 | 9  | 30 | 24 | +6   |
| 16   | Chlef SO P      | 50  | 30 | 4  | 12 | 14 | 24 | 54 | -30  |

### Coupe d'Algérie
| Date            | Heure | Tour          | Adversaire    | Stade (ville)           | Résultat         | Buteurs pour l'USMA                               |
| 29 janvier 1982 | -     | 16e de finale | IRB Lakhdaria | -                       | 4 - 0            | -                                                 |
| 26 février 1982 | -     | 8e de finale  | MP Oran       | -                       | 1 - 1 (? - ?tab) | -                                                 |
| 26 mars 1982    | -     | 4e de finale  | MP Alger      | Stade du 5 Juillet 1962 | 4 - 4 (3 - 0tab) | Boutamine 9e 82e, Guedioura 79e, Ali Messaoud 91e |

## Statistiques

### Statistiques collectives
| Compétition                             | Débute au tour | Termine         | Matches joués | Gagnés | Nuls | Perdus | Buts pour | Buts contre | Différence |
| --------------------------------------- | -------------- | --------------- | ------------- | ------ | ---- | ------ | --------- | ----------- | ---------- |
| Coupe d'Algérie                         | 1/32 de finale | Quart de finale | 3             | 1      | 1    | 1      | 9         | 5           | +4         |
| Division 1                              | -              | Onzième place   | 30            | 8      | 12   | 10     | 25        | 32          | -7         |
| Coupe d'Afrique des vainqueurs de coupe | Premier tour   | 1/8 de finale   | 4             | 2      | 0    | 2      | 5         | 4           | +1         |
| Supercoupe                              | Finale         | Finaliste       | 1             | 0      | 0    | 1      | 1         | 3           | -2         |
| Total                                   | -              | -               | 38            | 11     | 13   | 14     | 40        | 44          | -4         |